# Wicked Pictures
Wicked Pictures este o asociație americană producătoare de filme pornografice, întemeiată în martie 1993 de Steve Orenstein. Ea are sediul în Canoga Park, Los Angeles, California. Wicked Pictures nu a făcut public situația ei financiară, de acea nu se cunoaște venitul asociației. La un an după înființarea asociației, filmul produs în 1994 "Haunted Nights" este distins cu 6 premii AVN Award, iar în 2004 Jessica Drake pentru rolul jucat în filmul Fluff and Fold - este distinsă cu Premiul XRCO. Printre regizorii cunoscuți ai studioului se numără Brad Armstrong, Jonathan Morgan și Michael Raven. Ea a fost printre puținele producătoare de filme porno care în mod permanent a prescris consecvent actorilor "All-Condoms-Policy" (numai cu prezervativ), ca măsură de prevenire a transmiterii infecțiilor SIDA. Începând cu anul 2021, actorilor nu li s-a mai impus această regulă în toate producțiile, ceea ce a produs o schimbare majoră în istoria companiei.

## Actori

Wicked Pictures

- Stormy Daniels (2002- )
- Jessica Drake (2003- )
- Kaylani Lei (2003-2005, 2007- )
- Kirsten Price (2005- )
- Alektra Blue (2008- )[1]
- Lupe Fuentes (2010- )[2]
- Chasey Lain[3] (1993-1995)
- Jenna Jameson[4] (1995-2000)[5][6]
- Serenity[7] (1996-2001)
- Missy[8] (1997-1999)
- Stephanie Swift[9] (1997-2002)
- Temptress[10] (1998-2000)
- Alexa Rae[11] (1999-2001)
- Devinn Lane[12] (2000-2005)
- Sydnee Steele[13] (2001-2003)[14]
- Julia Ann[15] (2001[16]-2004, 2006-2007[17])
- Keri Sable (2005)[18][19]
- Carmen Hart (2005-2007)[20]
- Mikayla Mendez (2008-2009)[21][22]